# The Elizabeth Smart Story
The Elizabeth Smart Story is een Amerikaanse televisiefilm uit 2003 over de waargebeurde ontvoering van Elizabeth Smart in Salt Lake City in 2002. De in Halifax (Canada) opgenomen film werd geregisseerd door Bobby Roth met Amber Marshall in de hoofdrol als Elizabeth.

## Verhaal
Op een nacht wordt de veertienjarige Elizabeth Smart ontvoerd uit haar slaapkamer en meegenomen naar een kampplaats diep in de bossen. Haar ontvoerder, die zich "Emmanuel" noemt, ziet zichzelf als een profeet en heeft zijn vrouw Wanda als volgelinge. Hij "huwt" met Elizabeth en neemt haar als tweede vrouw. Later trekt het drietal naar Californië, waar ze dakloos op straat ronddolen.
Elizabeths ouders zetten ondertussen een grootse campagne op om hun dochter terug te vinden. Tienduizenden posters worden verspreid en duizenden vrijwilligers kammen de bossen uit. Ook doen ze hun uiterste best de media geïnteresseerd te houden. Naarmate de maanden voorbijgaan verdwijnt echter de hoop om Elizabeth ooit nog terug te zien. Enkel haar vader Ed blijft daarin geloven.
De politie pakt een man op waarvan ze zeker zijn dat hij de dader is. Hij ontkent echter met klem en sterft kort daarna. Daarom is voor de politie de zaak afgehandeld. Dan herinnert Mary Katherine, Elizabeths jongere zus die op dezelfde kamer sliep en de dader gezien had, dat Emmanuel het jaar voordien dakwerken heeft uitgevoerd bij de Smarts. Een robotfoto wordt op televisie getoond en Emmanuel wordt door iemand herkend, waarop de politie hem oppakt en Elizabeth weer herenigt met haar familie.

## Rolverdeling
| Acteur         | Personage                       | Opmerkingen                       |
| -------------- | ------------------------------- | --------------------------------- |
| Amber Marshall | Elizabeth Smart                 | Protagonist; het ontvoerde meisje |
| Dylan Baker    | Ed Smart                        | Elizabeths vader                  |
| Lindsay Frost  | Lois Smart                      | Elizabeths moeder                 |
| Hannah Lochner | Mary Katherine Smart            | Elizabeths jongere zusje          |
| Tom Everett    | Brian David Mitchell - Emmanuel | De ontvoerder                     |
| Hollis McLaren | Wanda Barzee                    | Mitchells vrouw                   |
| Craig Eldridge | Patrick Coleman                 | Politierechercheur                |